# Hipismo nos Jogos Olímpicos de Verão de 2016 - Adestramento individual
A competição de adestramento individual do hipismo nos Jogos Olímpicos de Verão de 2016 foi realizada entre os dias 10 de agosto a 15 de agosto no Centro Olímpico de Hipismo.

## Calendário
Horário local (UTC-3)
| Dia          | Horário | Fase                 |
| ------------ | ------- | -------------------- |
| 10 de agosto | 10:00   | Grand Prix (Dia 1)   |
| 11 de agosto | 10:00   | Grand Prix (Dia 2)   |
| 12 de agosto | 10:00   | Grand Prix Special   |
| 15 de agosto | 10:00   | Grand Prix Freestyle |

## Medalhistas
| Ouro   | GBR Charlotte Dujardin      |
| Prata  | GER Isabell Werth           |
| Bronze | GER Kristina Bröring-Sprehe |

## Resultados
Um total de 60 ginetes participaram da prova, composta por três fases eliminatórias.
| Ginete                    | CON                      | Cavalo           | GP pts | Pos. | GPS pts | Pos. | GPF pts | Pos.              |
| ------------------------- | ------------------------ | ---------------- | ------ | ---- | ------- | ---- | ------- | ----------------- |
| Charlotte Dujardin        | GBR Grã-Bretanha         | Valegro          | 85.071 | 1 Q  | 82.983  | 2 Q  | 93.857  | Medalha de ouro   |
| Isabell Werth             | GER Alemanha             | Weihegold Old    | 80.643 | 4 Q  | 83.711  | 1 Q  | 89.071  | Medalha de prata  |
| Kristina Bröring-Sprehe   | GER Alemanha             | Desperados FRH   | 82.257 | 2 Q  | 81.401  | 4 Q  | 87.142  | Medalha de bronze |
| Laura Graves              | USA Estados Unidos       | Verdades         | 78.071 | 5 Q  | 80.644  | 5 Q  | 85.196  | 4                 |
| Severo Jurado             | ESP Espanha              | Lorenzo          | 76.429 | 11 Q | 77.479  | 6 Q  | 83.625  | 5                 |
| Dorothee Schneider        | GER Alemanha             | Showtime FRH     | 80.986 | 3 Q  | 82.619  | 3 Q  | 82.946  | 6                 |
| Carl Hester               | GBR Grã-Bretanha         | Nip Tuck         | 75.529 | 15 Q | 76.485  | 9 Q  | 82.553  | 7                 |
| Tinne Vilhelmson-Silfvén  | SWE Suécia               | Don Aurelio      | 76.429 | 11 Q | 77.199  | 7 Q  | 81.553  | 8                 |
| Hans Peter Minderhoud     | NED Países Baixos        | Johnson          | 76.957 | 9 Q  | 75.224  | 13 Q | 80.571  | 9                 |
| Beatriz Ferrer-Salat      | ESP Espanha              | Delgado          | 74.829 | 20 Q | 76.863  | 8 Q  | 80.161  | 10                |
| Diederik van Silfhout     | NED Países Baixos        | Arlando          | 75.900 | 13 Q | 76.092  | 11 Q | 79.535  | 11                |
| Steffen Peters            | USA Estados Unidos       | Legolas 92       | 77.614 | 6 Q  | 74.622  | 14 Q | 79.393  | 12                |
| Cathrine Dufour           | DEN Dinamarca            | Cassidy          | 76.657 | 10 Q | 76.050  | 12 Q | 78.143  | 13                |
| Anna Kasprzak             | DEN Dinamarca            | Donnperignon     | 73.943 | 23 Q | 74.524  | 15 Q | 76.982  | 14                |
| Allison Brock             | USA Estados Unidos       | Rosevelt         | 72.686 | 25 Q | 73.824  | 19 Q | 76.160  | 15                |
| Patrik Kittel             | SWE Suécia               | Deja             | 74.586 | 22 Q | 73.866  | 18 Q | 76.018  | 16                |
| Fiona Bigwood             | GBR Grã-Bretanha         | Orthilia         | 77.157 | 8 Q  | 74.342  | 16 Q | 76.018  | 17                |
| Judy Reynolds             | IRL Irlanda              | Vancouver K      | 74.700 | 21 Q | 74.090  | 17 Q | 75.696  | 18                |
| Sönke Rothenberger        | GER Alemanha             | Cosmo            | 77.329 | 7 Q  | 76.261  | 10   |         | 99                |
| Edward Gal                | NED Países Baixos        | Voice            | 75.271 | 16 Q | 73.655  | 20   |         | 99                |
| Spencer Wilton            | GBR Grã-Bretanha         | Super Nova II    | 72.686 | 25 Q | 73.613  | 21   |         | 99                |
| Kasey Perry-Glass         | USA Estados Unidos       | Dublet           | 75.229 | 17 Q | 73.235  | 22   |         | 99                |
| Inessa Merkulova          | RUS Rússia               | Mister X         | 75.800 | 14 Q | 73.154  | 23   |         | 99                |
| Marcela Krinke-Susmelj    | SUI Suíça                | Molberg          | 72.700 | 24 Q | 72.885  | 24   |         | 99                |
| Karen Tebar               | FRA França               | Don Luis         | 75.029 | 18 Q | 72.773  | 25   |         | 99                |
| Agnete Kirk Thinggaard    | DEN Dinamarca            | Jojo AZ          | 72.229 | 27 Q | 72.465  | 26   |         | 99                |
| Belinda Trussell          | CAN Canadá               | Anton            | 72.214 | 28 Q | 72.325  | 27   |         | 99                |
| Juliette Ramel            | SWE Suécia               | Buriel K.H.      | 74.943 | 19 Q | 72.045  | 28   |         | 99                |
| Mads Hendeliowitz         | SWE Suécia               | Jimmie Choo SEQ  | 71.771 | 29 Q | 71.681  | 29   |         | 99                |
| Anders Dahl               | DEN Dinamarca            | Selten HW        | 69.900 | 37 Q | 71.232  | 30   |         | 99                |
| Pierre Volla              | FRA França               | Badinda Altena   | 71.500 | 30 Q | 65.742  | 31   |         | 99                |
| Marina Aframeeva          | RUS Rússia               | Vosk             | 71.343 | 31   |         | 99   |         | 99                |
| Megan Lane                | CAN Canadá               | Caravella        | 71.286 | 32   |         | 99   |         | 99                |
| Victoria Max-Theurer      | AUT Áustria              | Della Cavalleria | 71.129 | 33   |         | 99   |         | 99                |
| Daniel Martin Dockx       | ESP Espanha              | Grandioso        | 70.829 | 34   |         | 99   |         | 99                |
| Jorinde Verwimp           | BEL Bélgica              | Tiamo            | 70.771 | 35   |         | 99   |         | 99                |
| Lyndal Oatley             | AUS Austrália            | Sandro Boy       | 70.186 | 36   |         | 99   |         | 99                |
| Claudio Castilla Ruiz     | ESP Espanha              | Alcaide          | 69.814 | 38   |         | 99   |         | 99                |
| Mary Hanna                | AUS Austrália            | Boogie Woogie    | 69.643 | 39   |         | 99   |         | 99                |
| Ludovic Henry             | FRA França               | After You        | 69.214 | 40   |         | 99   |         | 99                |
| Inna Logutenkova          | UKR Ucrânia              | Don Gregorius    | 68.943 | 41   |         | 99   |         | 99                |
| Kristy Oatley             | AUS Austrália            | Du Soleil        | 68.900 | 42   |         | 99   |         | 99                |
| Kim Dong-seon             | KOR Coreia do Sul        | Bukowski         | 68.657 | 43   |         | 99   |         | 99                |
| Julie Brougham            | NZL Nova Zelândia        | Vom Feinsten     | 68.543 | 44   |         | 99   |         | 99                |
| Kiichi Harada             | JPN Japão                | Egistar          | 68.286 | 45   |         | 99   |         | 99                |
| João Victor Marcari Oliva | BRA Brasil               | Xamã dos Pinhais | 68.071 | 46   |         | 99   |         | 99                |
| Giovana Pass              | BRA Brasil               | Zingaro de Lyw   | 67.700 | 47   |         | 99   |         | 99                |
| Yuko Kitai                | JPN Japão                | Don Lorean       | 67.271 | 48   |         | 99   |         | 99                |
| Luiza Almeida             | BRA Brasil               | Vendaval         | 66.914 | 49   |         | 99   |         | 99                |
| Akane Kuroki              | JPN Japão                | Toots            | 66.900 | 50   |         | 99   |         | 99                |
| Bernadette Pujals         | MEX México               | Rolex            | 66.757 | 51   |         | 99   |         | 99                |
| Valentina Truppa          | ITA Itália               | Chablis          | 65.971 | 52   |         | 99   |         | 99                |
| Pedro de Almeida          | BRA Brasil               | Xaparro do Vouga | 65.714 | 53   |         | 99   |         | 99                |
| Sue Hearn                 | AUS Austrália            | Remmington       | 65.343 | 54   |         | 99   |         | 99                |
| Stéphanie Brieussel       | FRA França               | Amorak           | 65.114 | 55   |         | 99   |         | 99                |
| Tanya Seymour             | RSA África do Sul        | Ramoneur 6       | 63.929 | 56   |         | 99   |         | 99                |
| Christian Zimmermann      | PLE Palestina            | Aramis 606       | 63.271 | 57   |         | 99   |         | 99                |
| Masanao Takahashi         | JPN Japão                | Fabriano         | 62.986 | 58   |         | 99   |         | 99                |
| Yvonne Losos de Muñiz     | DOM República Dominicana | Foco Loco W      | 61.300 | 59   |         | 99   |         | 99                |
| Adelinde Cornelissen      | NED Países Baixos        | Parzival         | RT     | 99   |         | 99   |         | 99                |